# 閃燈同步速度
閃燈同步速度是指相機釋放閃光燈，投射光源至被攝主體後，可完全接收到投射光源的最快快門速度。根據不同相機的品質、性能及使用材質的差異，每台相機的閃燈同步速度都不同，這與相機的製造方法、使用材質、設計目的有關。然而一般來說，多數的專業相機，其閃燈同步速度大約都落在1/250秒以內。此數據可在相機的使用說明書中查到。

## 原理
通常快門的產生，是利用兩片簾幕的移動產生的時間差所構成。藉由前簾開啟、後簾閉合的時間差，控制相片的曝光時間，這就是所謂的快門。
因為快門簾幕的機械移動速度有其極限，因此超過同步速度的快門，常是利用縮短前後簾的間隙達成。意思是：當前簾尚未釋放完畢，就讓後簾跟上收合，以更進一步縮減進光量，達成更高速的快門。
然而這樣在與閃光燈搭配的時候就造成一個問題：即當使用超過同步速度的快門並釋放閃燈時，閃燈的光源無法完整的曝光至整個感光元件，進而產生部分曝光的失敗照片。例如照片的上半段接收到閃燈光源，下半段卻沒有接收到補充光而過黑的奇怪狀況。

## 解決方法
一般相機會在偵測到即將釋放閃光燈的同時，自動控制快門速度在同步速度範圍內以避免此問題。
而某些較專業的相機，則引入了一種稱為「高速同步閃燈」的技術以突破這個限制，或稱為「頻閃」。
其原理是：既然單次的閃燈釋放無法曝光至完整的照片中，那麼就讓閃光燈配合快門簾幕的移動，連續閃爍數次以達到完整曝光的目的。
然而這除了相機本身需要支援之外，閃燈能否支援連續釋放，以及能夠連續釋放的次數等，都是決定相機能否突破同步速度的限制，以及能搭配到多高快門速度的控制條件。此外，使用頻閃也會使閃燈的出力下降，造成曝光不易控制的問題。